# Valda Vinař
Valda Vinař (1918–1981) byl esperanstský režisér, básník a spisovatel.

## Dílo
- Seznam děl v Souborném katalogu ČR, jejichž autorem nebo tématem je Valda Vinař
- Ĉeĥaj fabeloj
- Skandalo pro Jozefo
- Ĉerande de l'abismo